# Kicia Kocia (seria książek)
Kicia Kocia – popularny cykl literacki dla dzieci autorstwa Anity Głowińskiej, wydawany przez wydawnictwo Media Rodzina. Pierwsze publikacje pojawiły się w 2010 roku, a od tego czasu seria zyskała ogromną popularność zarówno w Polsce, jak i za granicą. Dotychczas wydrukowano ponad 20 milionów egzemplarzy książek o Kici Koci.

## Charakterystyka serii
Seria Kicia Kocia skierowana jest do najmłodszych dzieci, w wieku od 1,5 roku wzwyż. Główne założenia cyklu to łączenie edukacji z zabawą. Przy pomocy prostych, ale atrakcyjnych historii oraz wyrazistych ilustracji, książki uczą dzieci codziennych czynności, zasad bezpieczeństwa oraz społecznych zachowań.
Bohaterką serii jest rezolutna kotka Kicia Kocia, której przygody towarzyszą przyjaciele: Pacek, Adelka i Julianek, a także młodszy brat Nunuś.

## Podserie i formaty
Seria oferuje różnorodne formaty dostosowane do wieku i zainteresowań dzieci:
- Książki kwadratowe – klasyczne przygody Kici Koci (np. „Kicia Kocia na placu zabaw”, „Kicia Kocia w bibliotece”).
- Książeczki kartonowe – historie o Kici Koci i Nunusiu, dla najmłodszych (np. „Kicia Kocia i Nunuś. Na nocniku”).
- Kolorowanki i zeszyty kreatywne – książki łączące czytanie z rysowaniem (np. „Kicia Kocia w mieście”).
- Książki z okienkami – interaktywne opowieści, zachęcające do odkrywania niespodzianek (np. „Kicia Kocia i Nunuś. W co się ubierzemy?”).
- Książki po angielsku i ukraińsku – seria wspomagająca naukę języków oraz wspierająca dzieci ukraińskojęzyczne.

## Książki w serii
W serii ukazały się następujące tytuły:
1. Kicia Kocia gotuje, 2010
2. Kicia Kocia zakłada zespół muzyczny, 2010
3. Kicia Kocia jest chora, 2011
4. Kicia Kocia na basenie, 2011
5. Kicia Kocia zostaje policjantką, 2011
6. Kicia Kocia i straszna burza, 2012
7. Kicia Kocia na placu zabaw, 2012
8. Kicia Kocia poznaje strażaka, 2012
9. Kicia Kocia mówi: nie!, 2013
10. Kicia Kocia nie może zasnąć, 2013
11. Kicia Kocia w pociągu, 2013
12. Kicia Kocia sprząta, 2014
13. Kicia Kocia w kosmosie, 2014
14. Kicia Kocia mówi: "Dzień dobry", 2015
15. Kicia Kocia na plaży, 2015
16. Kicia Kocia na traktorze,2015
17. Kicia Kocia w Afryce. Kolorowanka, 2015
18. Kicia Kocia w przedszkolu, 2015
19. Kicia Kocia i Nunuś. Co robisz?, 2016
20. Kicia Kocia i Nunuś. Na nocniku,  2016
21. Kicia Kocia ma braciszka Nunusia, 2016
22. Kicia Kocia na pikniku, 2016
23. Kicia Kocia w bibliotece, 2016
24. Kicia Kocia w lesie. Kolorowanka, 2016
25. Kicia Kocia. Zima, 2016
26. Kicia Kocia i Nunuś. Kochamy! 2017
27. Kicia Kocia i Nunuś. Na spacerze, 2017
28. Kicia Kocia i Nunuś. Pora spać, 2017
29. Kicia Kocia i Nunuś. W kąpieli, 2017
30. Kicia Kocia majsterkuje, 2017
31. Kicia Kocia na rowerze, 2017
32. Kicia Kocia w mieście. Kolorowanka, 2017
33. Kicia Kocia. To moje!, 2017
34. Kicia Kocia. Witaminowe przyjęcie, 2017
35. Kicia Kocia i Nunuś. Bardzo fajna rodzina, 2018
36. Kicia Kocia i Nunuś. Gdzie jest szczurek?, 2018
37. Kicia Kocia i Nunuś. Nie nunusiu! , 2018
38. Kicia Kocia i Nunuś. Pa, pa smoczku!, 2018
39. Kicia Kocia. Co z tymi śmieciami?, 2018
40. Kicia Kocia. Nie chcę się tak bawić!, 2018
41. Kicia Kocia gra w piłkę, 2019
42. Kicia Kocia i Nunuś. Gdzie jest moja walizka?, 2019
43. Kicia Kocia i Nunuś. Kto mieszka w lesie?, 2019
44. Kicia Kocia i Nunuś. W kuchni, 2019
45. Kicia Kocia na lotnisku, 2019
46. Kicia Kocia Akademia. Kolory, 2020
47. Kicia Kocia Akademia. Plac zabaw, 2020
48. Kicia Kocia Akademia. Pojazdy, 2020
49. Kicia Kocia i Nunuś. Jaki to zawód?, 2020
50. Kicia Kocia i Nunuś. Sprzątamy!, 2020
51. Kicia Kocia u dentysty, 2020
52. Kicia Kocia Akademia. Dzień z dziadkiem, 2021
53. Kicia Kocia Akademia. Kształty, 2021
54. Kicia Kocia i Nunuś. Idą święta, 2021
55. Kicia Kocia i Nunuś. Idziemy na zakupy!, 2021
56. Kicia Kocia i Nunuś. W co się ubierzemy?, 2021
57. Kicia Kocia na plenerze, 2021
58. Kicia Kocia Akademia. Spacer po mieście, 2022
59. Kicia Kocia i Nunuś. Czekamy na święta!, 2022
60. Kicia Kocia i Nunuś. Jaka piękna zima, 2022
61. Kicia Kocia i Nunuś. Kto mieszka w zagrodzie?, 2022
62. Kicia Kocia w aptece, 2022
63. Kicia Kocia. Co zasiejemy w ogródku, 2022
64. Kicia Kocia mówi: "dzień dobry" po ukraińsku (książka-cegiełka), 2022
65. Kicia Kocia i Nunuś. Idziemy do teatru, 2023
66. Kicia Kocia i Nunuś. Sporty zimowe,  2023
67. Kicia Kocia i Nunuś. Wycieczka do palmiarni,  2023
68. Kicia Kocia i święta. Kolorowanka, 2023
69. Kicia Kocia się złości, 2023
70. Kicia Kocia. Wiosna, 2023
71. Kicia Kocia i Nunuś. Zabawa w chowanego, 2024
72. Kicia Kocia i Nunuś. Zabawki, 2024
73. Kicia Kocia w teatrze, 2024
74. Kicia Kocia. Co się dzieje z placem zabaw, 2024
75. Kicia Kocia. Domek Kici Koci, 2024
76. Kicia Kocia. Pada śnieg. Kolorowanka, 2024
77. Kicia Kocia idzie na urodziny, 2025

## Książki wydane w języku angielskim
1. Kitty Kotty is ill, 2022
2. Kitty Kotty cannot sleep, 2022
3. Kitty Kotty rides a bike,  2022
4. Kitty Kotty helps to clean,  2022
5. Kitty Kotty meets a fireman,  2022
6. Kitty Kotty. It’s mine!, 2022
7. Kitty Kotty says: „no!”, 2022
8. Kitty Kotty in the winter, 2022
9. Kitty Kotty. I don’t want to play like that!, 2022
10. Kitty Kotty in space, 2023
11. Kitty Kotty at the library, 2023
12. Kitty Kotty in the playground, 2023
13. Kitty Kotty at the beach,  2023
14. Kitty Kotty on a tractor, 2023
15. Kitty Kotty works with grandpa, 2023
16. Kitty Kotty starts a music band, 2023
17. Kitty Kotty at the kindergarten,  2023
18. Kitty Kotty and the thunderstorm, 2023
19. Kitty Kotty. What about this rubbish?,    2023
20. Kitty Kotty at the theatre, 2024

## Fenomen kulturowy
Książki o Kici Koci stały się zjawiskiem kulturowym. Na podstawie serii powstał serial animowany oraz cztery filmy kinowe począwszy od „Kicia Kocia mówi: Dzień dobry!”, będące składanką odcinków serialu. Scenariusze napisała autorka Anita Głowińska, wraz ze scenarzystą Maciejem Kurem. Produkcje te osiągnęły dużą popularność w Polsce i były dostępne na platformach streamingowych, takich jak Netflix. Mała kotka gości dziś nie tylko na półkach z książkami, ale także na różnorodnych produktach dla najmłodszych – od zabawek, maskotek i ubrań , po plasterki na skaleczenia, puzzle, kosmetyki dziecięce i artykuły imprezowe. Jej popularność wzrosła do tego stopnia, że w polskich miastach i gminach nadano jej imię placówkom edukacyjnym.